# Kamal (astronomia)
Il kamal è uno strumento per la navigazione celeste che determina la latitudine. Il kamal è stato inizialmente usato dagli Arabi nell'epoca d'oro della loro civiltà e poi dai Cinesi nel XVIII e XIX secolo. Alcuni studiosi credono che il kamal sia stato usato nell'antica India dai navigatori sulle loro navi mercantili che percorrevano le rotte tra il Vicino e Medio Oriente e il SE dell'India e che fosse poi passato ai navigatori arabi.
Il kamal è formato da una piastra rettangolare in materiale ligneo, al centro vi è collocata una cordicella su cui vengono fatti dei nodi in corrispondenza delle latitudini dei porti dove è possibile attraccare.
A causa del fatto che il kamal era utile in pratica solo per misurare l'altezza della Stella Polare alle latitudini equatoriali, spiega forse il motivo della sua pressoché assoluta assenza in Europa, dove si usarono necessariamente altri strumenti, anch'essi per lo più di derivazione arabo-islamica. Tuttavia fu portato in Portogallo, venendo chiamato tábuas- da- índia, da Vasco da Gama, tanto da essere usato con successo nei suoi viaggi atlantici dal navigatore Pedro Álvares Cabral.